# Тейлор, Мэйбл
Мэйбл Тейлор (англ. Mabel Taylor, 7 декабря 1879 — 1 июля 1967) — американская лучница, серебряная призёрка летних Олимпийских игр 1904. Стала одной из первых женщин, активно участвовавших в соревнованиях по стрельбе из лука в начале XX века.
На Играх 1904 в Сент-Луисе Тейлор участвовала во всех женских дисциплинах. Она стала серебряной призёркой в командном первенстве и заняла пятые места в обоих индивидуальных соревнованиях.